# Calle Lamana (Bilbao)
La Calle Lamana es una calle ubicada en el barrio de San Francisco en el municipio de Bilbao, Territorio histórico de Vizcaya.

## Ubicación
La calle Lamana comienza en la esquina de la calle Hernani y termina en la calle Bailén y tiene esta denominación por decisión del pleno municipal del 25 de mayo de 1879. Está dividida en dos tramos por la calle Dos de Mayo y pertenece al distrito de Ibaiondo (distrito número 5 de Bilbao).

## Orígenes
El nombre de la calle es un recuerda y homenaje a Rufino Lamana, bilbaíno de familia humilde, sastre de profesión, que emigró a América donde hizo fortuna y falleció en Bilbao el año de 1883. A su regreso vivió la primera guerra carlista durante el primer sitio de Bilbao, siendo regidor de la Villa de 1836 a 1838. Perteneció a la Junta Municipal desde 1863 hasta 1866, así como a la Junta de Caridad, dejando a su muerte un legado de 60.000 duros para los establecimientos de beneficencia, huérfanos y pobres vergonzantes de la villa.

## Historia
La pequeña calle Lamana, que comunica la calle Hernani con la calle  Bailén, fue urbanizada entre los años 1885 y 1887. Su apertura fue precedida de polémicas tanto jurídicas como económicas, al ser los propietarios de los terrenos personas de alto estatus económico (Celestino Ortiz de la Riva, que llegaría a alcalde de Bilbao, José Domingo Legorburu, los herederos de los Arrieta Mascurua, la viuda de Terán, la congregación de las Siervas de Jesús). Las obras finalizaron el 4 de junio de 1887.

## La calle en elsigloXXI

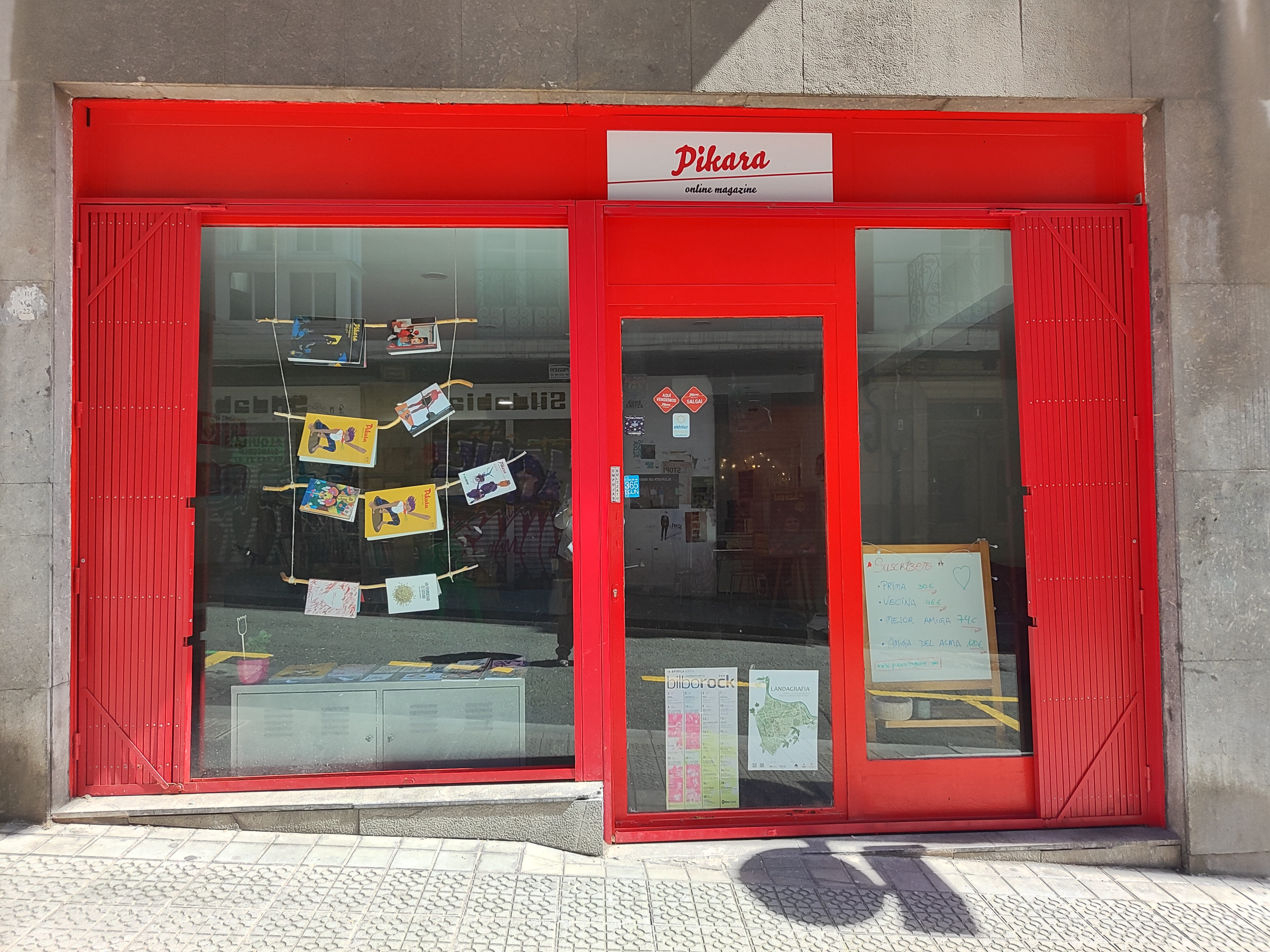
Redacción de Pikara Magazine

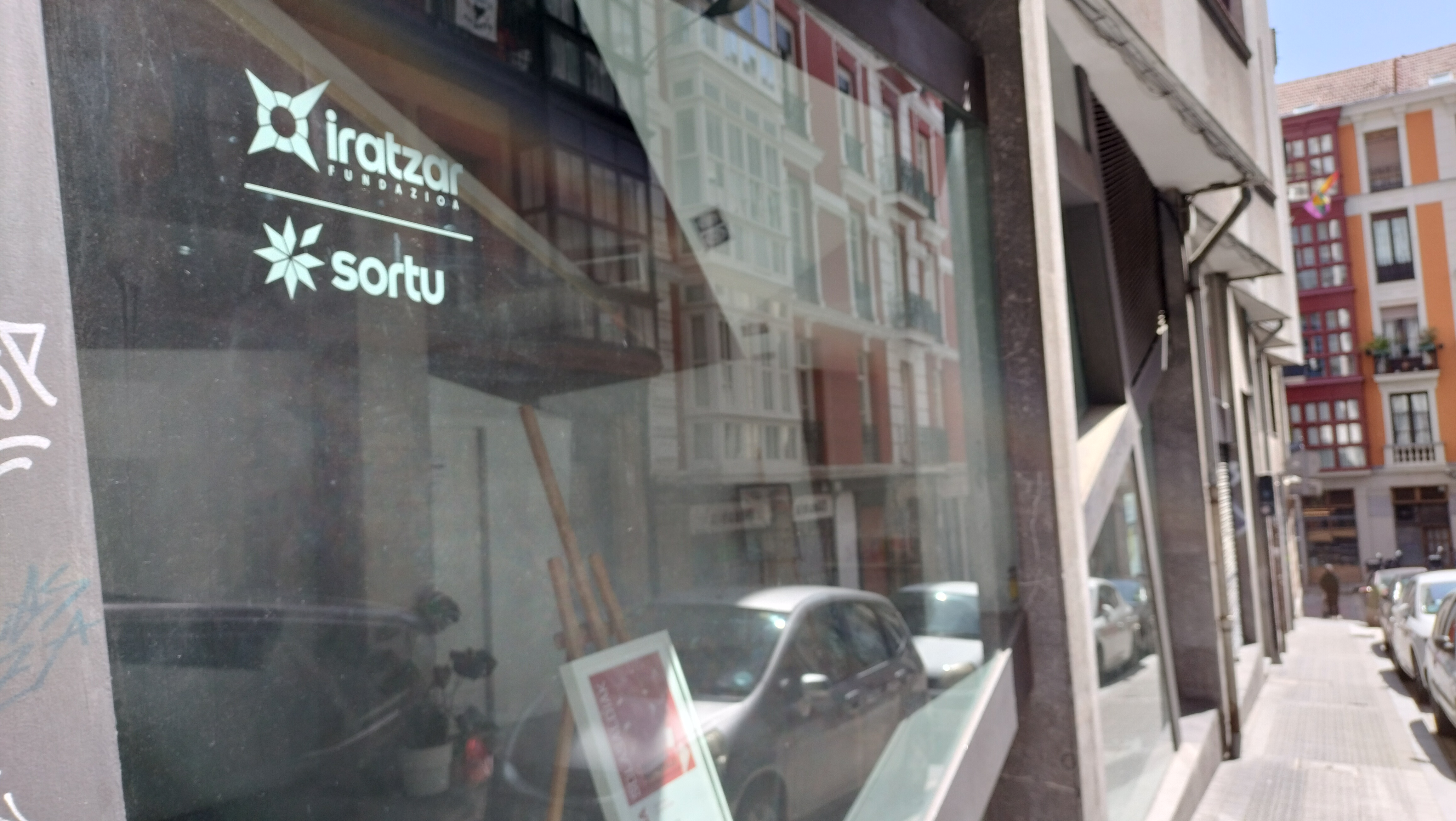
Fundación Iratzar

En el n.º 2 de la calle se encuentra la redacción de Pikara Magazine, un medio de comunicación que nace en 2010, y que se define como una revista que trata todo tipo de temas sociales, políticos y culturales con una mirada feminista. La revista es Premio de Comunicación no Sexista de la Associació de Dones Periodistes de Catalunya y premio Periodismo Digital de la Asociación Vasca de Periodistas, entre otros.También en el n.2, pero en la mano izquierda, se encuentra situado la sede vizcaína de la Fundación Iratzar, escuela política para fomentar la reflexión crítica promovida por el partido Sortu desde 2014.